# يعقوب فان دير هودن
يعقوب فان دير هودن (بالعبرية: יעקב ואן דר הודן‏) (27 يوليو 1891 في أوترخت – 1 فبراير 1968) عالم أبحاث بيطري إسرائيلي هولندي المولد.
في عام 1961 حصل فان دير هودن على جائزة إسرائيل في الزراعة . 

## سيرة شخصية
ولد يعقوب (ياب) فان دير هودن لعائلة يهودية في هولندا في عام 1891. حصل على درجة الدكتوراه عام 1921. وقد نجا فان دير هودين وأطفاله الأربعة من الهولوكوست أثناء الحرب العالمية الثانية، وذلك بفضل مساعدة المسيحيين الهولنديين الذين أخفوا العائلة في أماكن مختلفة. ورغم ذلك ماتت زوجته بسبب المرض قبيل نهاية الحرب العالمية الثانية.

## المهنة البيطرية
عمل فان دير هودين من عام 1924 إلى عام 1929 كباحث أول في المعهد الوطني الهولندي للصحة العامة وكأستاذ للطب البيطري في جامعة أوتريخت. في عام 1929 عين رئيسًا لمختبرات مستشفيات الجامعة. وانتخب في عام 1932 عضوا في الجمعية الهولندية للعلوم الطبيعية. وأصبح فان دير هودن خبيرا ومرجعًا رائدًا في الأمراض التي تنتقل من الحيوانات إلى البشر.
في عام 1948 دعاه وزير الزراعة في الحكومة المؤقتة لدولة إسرائيل لتأسيس المعهد البيطري في إسرائيل. وفي عام 1955 انتقل إلى المعهد الإسرائيلي للبحوث البيولوجية الموجود في نيس زيونا، حيث يظل يعمل به حتى تقاعده في عام 1966.
توفي فان دير هودين عام 1968 في إسرائيل.

## الجوائز والتقدير
- في عام 1961 حصل فان دير هودن على جائزة إسرائيل في الزراعة . [2]
- في عام 1961 حصل على جائزة زيمرمان.